# El show de Andy Milonakis
El Show de Andy Milonakis (título original: The Andy Milonakis Show) es una comedia de sketch estadounidense, transmitida por MTV2, aunque su primera temporada se emitió por MTV. El programa se estrenó el 26 de junio de 2005 y terminó la transmisión de su tercera temporada el 1° de mayo de 2007.
En España, inició transmisiones por MTV España todos los viernes a las 10:50 p. m. a partir del 13 de abril de 2006.
En América Latina, MTV Latinoamérica comenzó a emitir la serie todos los lunes a las 10:30 p. m. a partir del 8 de septiembre de 2008. La primera temporada terminó de emitirse por este canal el 27 de octubre de 2008.

## Formato
El programa consiste en pequeños sketches que no se relacionan entre sí y contando con la actuación de Andy Milonakis así como también de elenco de reparto conformado por sus verdaderos vecinos y gente del barrio de Lower East Side, Manhattan donde toma lugar el show. No existe argumento y la comedia en los sketches tiende a ponerse absurda y ridícula. A pesar de su horario y público adulto al cual se encuentra enfocado, el contenido está clasificado como TV PG. A menudo hay segmentos animados y otros que se realizan interactuando con la gente de las calles. El último sketch del show por lo general incluye a una celebridad invitada. En la tercera temporada, se mudó a L.A. para estar con Herbie, su ya famosa tortuga mascota. Su mejor amigo, Ralphie, se escabulle y también se muda con él. Ralphie convirtió a sus viejos amigos, Rivka, Larry y Billy en artículos hogareños y es por ello que también pueden estar allí.
Entre los invitados se incluyen a Hilary Duff, Three 6 Mafia, Snoop Dogg, Fat Joe, The Ying Yang Twins, Black Eyed Peas, Biz Markie, The All-American Rejects, John Stamos, Rob Schneider, Carson Daly, Nick Cannon, Paul Wall, Shaun White y Seth Green.

## Episodios

### Temporada 1: junio de 2005-agosto de 2005
| Número del Episodio | Fecha original de transmisión | Estrella(s) invitada(s)                 |
| ------------------- | ----------------------------- | --------------------------------------- |
| 1.1                 | 26 de junio de 2005           | Lil Jon y The Eastside Boys, Biz Markie |
| 1.2                 | 3 de julio de 2005            | Snoop Dogg, Vanessa Minnillo            |
| 1.3                 | 10 de julio de 2005           | John Stamos                             |
| 1.4                 | 17 de julio de 2005           | The Black Eyed Peas                     |
| 1.5                 | 24 de julio de 2005           | Ying Yang Twins                         |
| 1.6                 | 31 de julio de 2005           | Fat Joe                                 |
| 1.7                 | 7 de agosto de 2005           | Carson Daly                             |
| 1.8                 | 14 de agosto de 2005          | Rob Schneider                           |

### Temporada 2: marzo de 2006-mayo de 2006
| Número del Episodio | Fecha original de transmisión | Estrella(s) invitada(s) |
| ------------------- | ----------------------------- | ----------------------- |
| 2.1                 | 31 de marzo de 2006           | Paul Wall               |
| 2.2                 | 7 de abril de 2006            | Juelz Santana           |
| 2.3                 | 14 de abril de 2006           | Nick Cannon             |
| 2.4                 | 21 de abril de 2006           | All American Rejects    |
| 2.5                 | 28 de abril de 2006           | Mike Jones              |
| 2.6                 | 4 de mayo de 2006             | Seth Green              |
| 2.7                 | 11 de mayo de 2006            | Jimmy Kimmel            |
| 2.8                 | 18 de mayo de 2006            | Shaun White             |

### Temporada 3: marzo de 2007-mayo de 2007
| Número del Episodio | Título del Episodio                 | Fecha original de transmisión | Estrella(s) invitada(s) |
| ------------------- | ----------------------------------- | ----------------------------- | ----------------------- |
| 3.1                 | "Andy Moves To L.A."                | 27 de marzo de 2007           | Hilary Duff             |
| 3.2                 | "Andy Is Annoying"                  | 3 de abril de 2007            | Sarah Silverman         |
| 3.3                 | "Andy Goes Camping"                 | 10 de abril de 2007           | Three 6 Mafia           |
| 3.4                 | "Andy and Ralphie Are Dumb"         | 17 de abril de 2007           | Akon                    |
| 3.5                 | "Andy's Soap Opera"                 | 25 de abril de 2007           | Paul Reubens            |
| 3.6                 | "Andy's Season Finale Extravaganza" | 2 de mayo de 2007             | Bow Wow                 |

## Música
- La canción de cierre del show, es "American Idiot" de Green Day.